# 추방

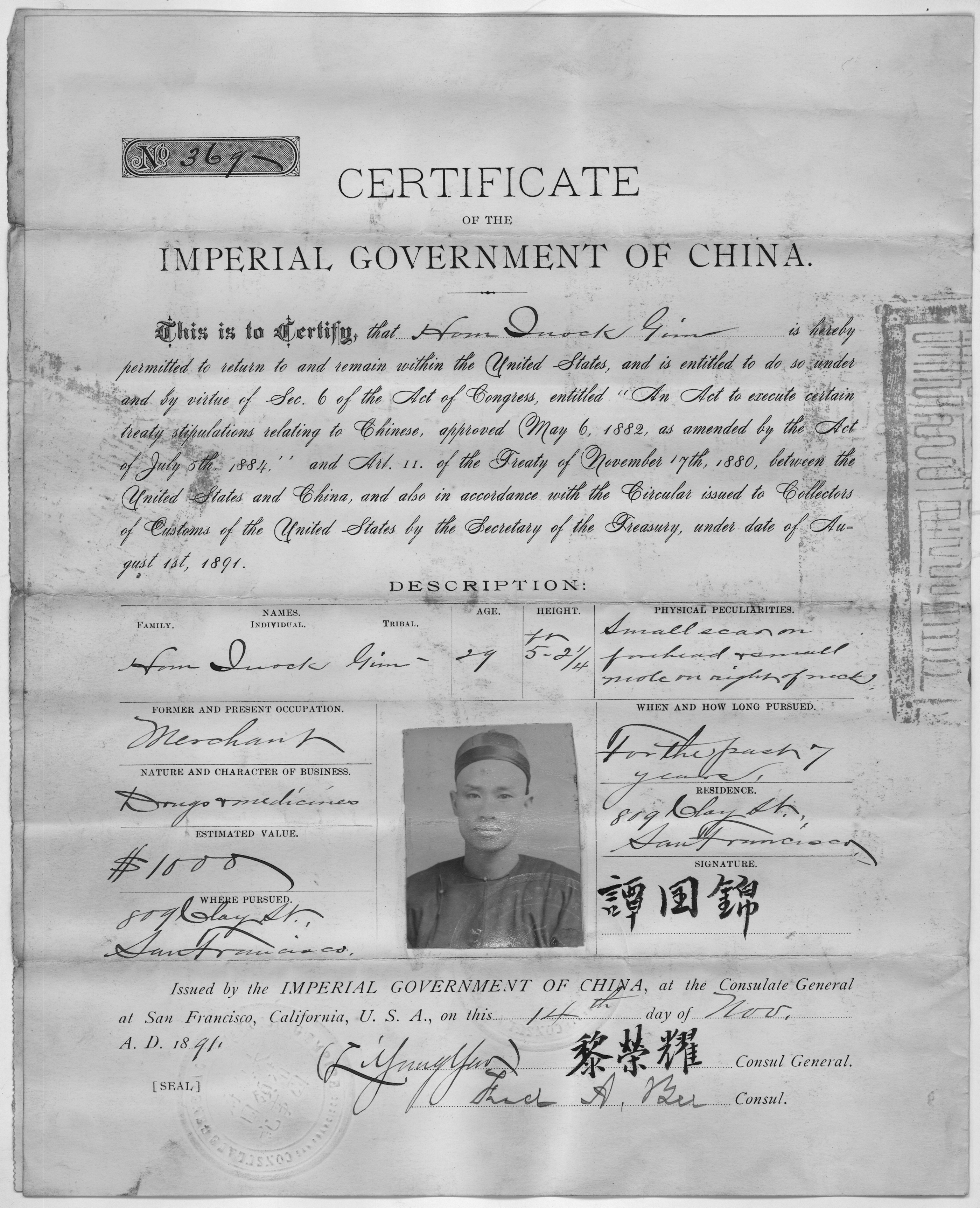
미국 지방 법원의 중국인 추방 기록 중 추방된 개인의 신분증, 로스앤젤레스군

추방(追放)은 국가가 자국 내에 있는 외국인을 강제적으로 국외로 퇴거시키는 일이다. 추방은 한 국가가 개인이나 집단을 자국의 주권이 미치는 영토에서 강제로 내보내는 것을 의미한다. 실제 정의는 장소와 맥락에 따라 달라지며, 시간이 지남에 따라 변하기도 한다. 추방되었거나 추방 선고를 받은 사람은 추방자라고 불린다.

## 정의
추방의 정의는 다양하다. 어떤 정의는 "국경을 넘는 이동"을 포함하고(강제 이주와 구분함), 어떤 정의는 "해당자가 자발적으로 따르지 않는 경우 (추방) 명령의 실제 이행"으로 간주한다. 또 다른 정의는 합법적인 이민의 추방(expulsion)과 불법체류의 추방(deportation)을 구별한다.
국제이주기구에 따르면, 가장 일반적인 의미의 추방은 이주의 맥락에서 추방과 제명을 동의어로 취급하며, 다음과 같이 덧붙인다.

"추방과 제명에 대한 국내 또는 국제법 수준에서 사용되는 용어는 통일되어 있지 않지만, 한 국가의 영토를 떠나라는 법적 명령을 지칭하기 위해 추방(expulsion)이라는 용어를 사용하는 경향이 명확하며, 해당자가 자발적으로 따르지 않는 경우 그러한 명령의 실제 이행을 지칭하기 위해 강제 퇴거(removal) 또는 추방(deportation)이라는 용어를 사용하는 경향이 명확하다."
유럽인권법원에 따르면, 집단 추방은 비국민들을 집단으로 한 국가에서 강제로 떠나게 하는 모든 조치를 의미한다. 단, 그러한 조치가 해당 집단의 각 비국민 개인의 특정 사례에 대한 합리적이고 객관적인 심사를 기반으로 취해진 경우는 제외된다. 대규모 추방은 민족 구성원들이 국적과 관계없이 국가 밖으로 보내질 때도 발생할 수 있다. 집단 추방 또는 대규모 추방은 여러 국제법 조약에 의해 금지되어 있다.

## 역사

### 고대사
고대사에도 추방이 발생했다. 특히 메소포타미아에서 잘 기록되어 있다. 이스라엘과 유다 왕국은 신아시리아 제국의 이스라엘 멸망 이후와 기원전 8세기의 산헤립의 유다 침공 당시 추방을 포함한 여러 강제 추방에 직면했다. 이후 신바빌로니아 제국은 기원전 597년과 587년에 유다 왕국을 정복한 후 유다 인구 대부분을 추방했다.

#### 아케메네스 제국의 추방
아케메네스 제국에서는 반항적인 사람들에 대한 정책으로 추방이 시행되었다. 추방된 사람들의 정확한 법적 지위는 불분명하지만, 학대에 대한 기록은 없다. 사례는 다음과 같다.
| 추방된 사람들                                           | 추방된 곳                             | 추방자                 |
| ------------------------------------------------------- | ------------------------------------- | ---------------------- |
| 6,000명의 이집트인 (왕 아미르타이오스와 많은 장인 포함) | 수사 (엘람)                           | 캄비세스 2세           |
| 바르카인                                                | 박트리아의 한 마을                    | 다리우스 1세           |
| 트라키아의 파이오니아족                                 | 사르데스, 소아시아 (나중에 귀환)      | 다리우스 1세           |
| 밀레토스인                                              | 티그리스강 어귀, 페르시아만 근처 암페 | 다리우스 1세           |
| 카리아인과 시타세미아인                                 | 바빌로니아                            |                        |
| 에레트리아인                                            | 수시아나의 아르데리카                 | 다리우스 1세           |
| 보이오티아인                                            | 티그리스강 지역                       |                        |
| 시돈 포로                                               | 수사 (엘람)와 바빌론                  | 아르타크세르크세스 3세 |
| 시돈 반란을 지지한 유대인                               | 히르카니아                            | 아르타크세르크세스 3세 |

#### 파르티아 제국의 추방
아케메네스 제국과 사산 제국 시대와 달리, 아르사케스 파르티아 시대에는 추방 기록이 드물다. 한 가지 주목할 만한 예는 프라아테스 1세가 라게스 근처 카락스의 마르드족을 추방한 것이다. 카레 전투 후 10,000명의 로마 포로는 기원전 53년에 동쪽 국경 근처의 마르기아나 알렉산드리아 (메르브)로 추방되었는데, 이들은 현지인과 결혼했다고 전해진다. 이들 중 일부가 흉노의 병사가 된 후 중국 도시 리젠을 건설했다고 가설이 제기되지만, 이는 의심받고 있다.
유대인 왕 히르카노스 2세는 기원전 40년 파르티아-유대 연합군에 의해 포로로 잡힌 후 파르티아의 바빌론 유대인들 사이에 정착했다.
안토니우스의 파르티아 전쟁의 로마 포로들은 추방을 겪었을 수 있다.

#### 사산 제국의 추방
사산 제국은 특히 로마-페르시아 전쟁 동안 추방을 광범위하게 사용했다.
샤푸르 1세 재위 중, 에데사 전투에서 패배한 로마인들(포함 발레리아누스)은 페르시스로 추방되었다. 다른 목적지는 파르티아, 후제스탄, 아소레스탄이었다. 로마 포로들에 의해 세워지고 거주한 도시로는 메샨의 샤드-샤푸르(다이르 미흐라크), 페르시스의 비샤푸르, 우주르그-샤푸르(우크바라; 마르브-하부르), 그리고 군데샤푸르가 있었다. 농경지도 추방자들에게 주어졌다. 이러한 추방은 사산 제국 내 기독교의 확산을 시작했다. 페르시스 레우-아르다시르(리샤흐르; 야란샤흐르)에는 로마인들을 위한 교회와 카르만인들을 위한 또 다른 교회가 있었다. 그들이 페르시아에서 기독교 확산에 결정적인 역할을 하고 페르시아 경제에 크게 기여했다는 가설은 최근 모시히-발부르크(2010)에 의해 비판받았다. 3세기 중반, 북서 시리아에서 온 그리스어 사용 추방자들이 메소포타미아의 카슈카르에 정착했다.
샤푸르 2세 재위 중 페르시아에 대한 아랍 침공 이후, 그는 패배한 아랍 부족들을 다른 지역으로 추방하여 흩어지게 했다. 일부는 바레인과 키르만으로 추방되었는데, 이는 아마도 기후로 인해 매력적이지 않은 이 지역들을 인구화하고 부족들을 통제하기 위함이었다.
기원후 395년, 소페네, 아르메니아, 메소포타미아, 시리아, 카파도키아의 로마인 18,000명이 "훈족"에게 붙잡혀 추방되었다. 이 포로들은 페르시아에 도착하자마자 페르시아인들에게 풀려나 슬록(베 아르다시르; 웨 아르다시르)과 코크바(코케)에 정착했다. 문서 리베르 칼리파룸의 저자는 야즈데게르드 1세 (399–420)를 추방자들에 대한 대우로 칭찬했으며, 일부는 돌아갈 수 있도록 허용했다.
주요 추방은 아나스타시우스 전쟁 동안 발생했는데, 카바드 1세가 테오도시오폴리스와 아미다의 주민들을 아라잔 (웨-아즈-아미드 카바드)으로 추방한 것을 포함한다.
주요 추방은 호스로 1세의 원정 중 로마 도시 수라, 베로이아, 안티오키아, 아파메아, 칼리니쿰, 오스로에네의 바트나이에서 베흐-안티요크-호스로 (로마간; 아랍어로는 알-루미야)로 일어났다. 이 도시는 크테시폰 근처에 특히 그들을 위해 세워졌고, 호스로는 "주민들이 머물고 싶어 하도록 최선을 다했다"고 전해진다. 추방된 사람들의 수는 다른 자료에서 292,000명으로 기록되어 있다.

### 중세
중세 유럽 시대는 기독교인, 유대인, 이슬람교도 등 여러 대규모 종교적 추방으로 특징지어졌다. 예를 들어, 무라비트 왕조는 스페인의 기독교인들을 모로코로 추방했으며, 1109년, 1126년, 1130년, 1138년에 대규모 추방이 일어났다.

### 현대 추방
대항해시대가 시작되면서 개인을 해외 식민지로 추방하는 것도 흔한 관행이 되었다. 16세기 초부터 데그레다도는 초기 포르투갈 제국 식민지 주민의 상당 부분을 차지했다.틀:Incomplete citation 1717년부터 영국은 1776년에 중단되기 전까지 약 40,000명의:5 영국 종교 반대자들과 "범죄자"들을 미국으로 추방했다. 교도관들은 "범죄자"들을 선박 계약자에게 팔았고, 그들은 다시 "범죄자"들을 플랜테이션 소유주에게 팔았다. "범죄자"들은 선고 기간 동안 플랜테이션 소유주를 위해 일했다.:5 영국이 이후 미국이 된 지역에 대한 통제권을 잃은 후, 호주는 영국 식민지로 추방되는 "범죄자"들의 목적지가 되었다. 영국은 1787년과 1855년 사이에 160,000명 이상의:1 영국 "범죄자"들을 오스트레일리아 식민지로 수송했다.
한편, 일본은 사코쿠 기간 동안 모든 포르투갈인과 스페인인을 자국에서 추방했다.
18세기, 마이소르 왕국의 티푸 술탄은 그가 병합한 땅에서 수만 명의 민간인을 추방하여 제국의 다른 지역에서 노예 노동자로 일하게 했다. 예를 들어, 세링가파탐에서 망갈로르 가톨릭 신자들의 포로 생활과 같은 사례가 있다.
19세기 후반, 미국은 "바람직한" 이민자와 "바람직하지 않은" 이민자를 지정하기 시작했으며, 이는 불법체류의 탄생과 이후 불법적인 상황에 처한 이민자들의 추방으로 이어졌다. 중국인 배척법을 시작으로, 미국 정부는 이후 5,500만 명 이상의 이민자들을 추방했으며, 이들 대부분은 라틴 아메리카 국가 출신이었다.
20세기 초, 이민 통제가 일반적인 관행이 되기 시작했으며, 호주의 이민 제한법 1901, 영국의 외국인법 1905, 캐나다의 연속 여행 규정 1908로 인해 "불법" 이민자들의 추방이 전 세계적인 규모로 확대되었다.
그 동안 "정규 거주자"의 추방도 증가했다.

#### 미국
1930년대 대공황 기간 동안, 미국 정부 행정부는 이민법에 대한 더욱 엄격한 집행을 명령했고, 이는 멕시코로의 추방 및 본국 송환 증가로 이어졌다. 1930년대 대공황 기간 동안, 355,000명에서 200만 명 사이의 멕시코인과 멕시코계 미국인이 멕시코로 추방되거나 본국으로 송환되었는데, 이들 중 약 40%에서 60%가 미국 시민권자였다 (대부분 아동이었다). 1929년부터 1935년 사이에 최소 82,000명의 멕시코인이 정부에 의해 공식적으로 추방되었다. 자발적 본국 송환이 추방보다 더 흔했다. 1954년, 미국 정부 행정부는 멕시코 이민에 대한 대중의 히스테리에 대한 대응으로 만들어진 프로그램인 오퍼레이션 웨트백을 시행했다. 오퍼레이션 웨트백은 약 130만 명의 멕시코인들이 미국에서 추방되는 결과를 초래했다.

#### 나치 독일

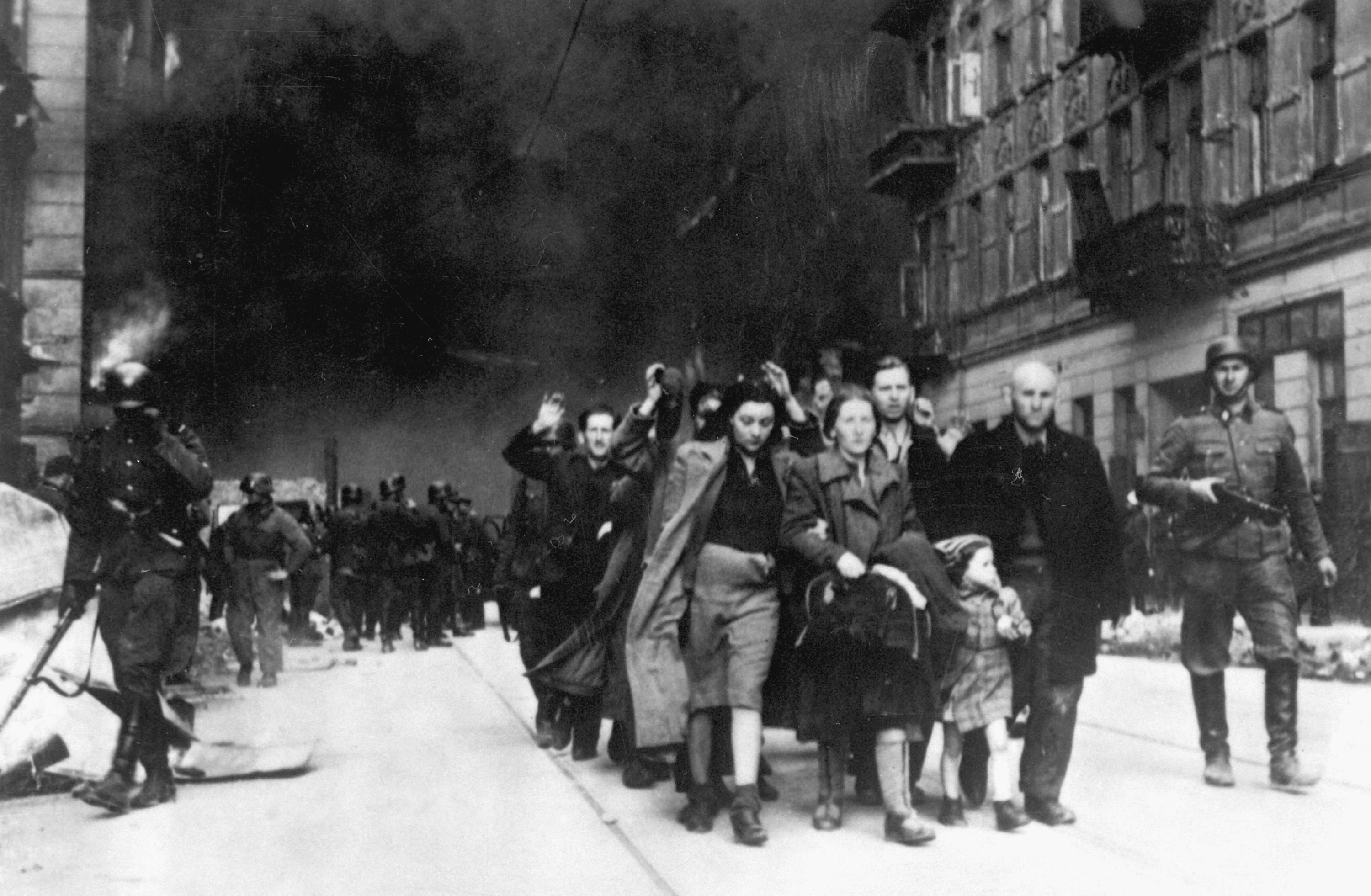
바르샤바 게토 봉기 중 추방되는 사람들

나치 정책은 동성애자, 유대인, 폴란드인, 롬인을 원래 거주지에서 멀리 떨어진 나치 강제 수용소 또는 절멸 수용소로 강제로 이주시켰다. 홀로코스트 동안, 나치는 완곡어법을 많이 사용했는데, 여기서 "추방"은 단순히 재배치하는 것이 아니라 희생자들이 결국 살해되었음을 의미하는 경우가 많았다.

#### 러시아및소련
모스크바 대공국은 바람직하지 않은 개인이나 집단을 외딴 영토로 이주시키는 내부 망명 정책을 개발했다. 초기 인구이동 사례는 15세기 노브고로드 공화국을 모스크바가 정복한 후에 발생했다.
러시아 차르국, 러시아 제국, 소련, 러시아 연방은 사형 대신 더 인도적인 대안으로 유사한 관행을 계속했으며, 카토르가, 굴라크 시스템, 교정 노동 수용소를 설립하여 강제 노동 형을 선고받거나 받지 않은 부적합한 사람들을 추방했다. 예를 들어, 19세기에는 반항적인 폴란드인과 데카브리스트들이 시베리아로 추방되었고, 표도르 도스토옙스키는 시베리아에서 카토르가를 경험하고 중앙아시아로 망명을 갔다. 1917년 이전에는 여러 초기 볼셰비키가 외딴 도시와 주에서 복역했다.
소련, 특히 1930년대와 1940년대 이오시프 스탈린 치하에서는 약 6백만 명에 달하는 강제 대량 이주가 이루어졌고, 이로 인해 수백만 명의 사망자가 발생했다. 최소 110건의 개별 추방 사례가 분류되었으며, 여기에는 최소 13개의 서로 다른 민족과 8개 전체 국가가 포함되었다. 많은 역사가들은 소련의 추방을 민족 청소, 인도에 반한 죄, 그리고/또는 집단학살로 묘사했다.
블라디미르 카라-무르자와 알렉세이 나발니와 같은 반체제 인사들을 외딴 전초 기지에 감금하는 것 외에도, 러시아 연방은 러시아-우크라이나 전쟁 (2014년 이후) 과정에서 우크라이나인들을 추방했다. 독립적인 수치는 얻기 어렵고, 러시아의 강제 또는 무력의 정도에 따라 "추방"의 정의를 충족하는지에 따라 다르지만, 보고된 추방자 수는 수만 명에서 450만 명에 이른다.
도미니카 공화국은 2023년에 25만 명 이상의 아이티인과 아이티계 도미니카인들을 아이티로 추방했다.
2023년부터 아프가니스탄인 불법 체류자의 파키스탄 추방이 이루어지고 있다.

### 현대
모든 국가는 거주권이 없는 사람들을 추방할 권리를 보유하고 있으며, 이는 장기간 거주자이거나 영주권을 소지한 사람들에게도 해당된다. 일반적으로, 중대한 범죄를 저지르거나, 불법 입국했거나, 비자의 체류 기간을 초과했거나 조건을 위반했거나, 기타 이유로 국가 내 체류 법적 지위를 상실한 외국인은 행정적으로 강제 퇴거 또는 추방될 수 있다.
1980년대 이후, 세계는 또한 외부화/"이민자들의 해외 이동" 관행의 발전을 보았으며, 현재 호주, 캐나다, 미국, 영국, 그리고 유럽 연합에서 사용되고 있다. 페르시아만의 일부 국가들은 심지어 자국 시민을 추방하기 위해 이를 사용했으며, 코모로에 돈을 지불하여 여권을 주고 그들을 받아들이게 했다.
철의 장막 붕괴 이후의 기간은 유럽 일부 지역에서 추방 및 재입국 협정의 증가를 보여주었다.
러시아의 우크라이나 침공 동안, 러시아 연방은 러시아와 점령된 영토로 우크라이나 시민들을 대규모로 추방했다. 독립적인 수치는 얻기 어렵고, 러시아의 강압 또는 강제력이 "추방"의 정의를 충족하는 정도에 따라 다르지만, 보고된 추방자 수는 수만 명에서 450만 명에 이른다.
도미니카 공화국은 2023년에 25만 명 이상의 아이티인과 아이티계 도미니카인들을 아이티로 추방했다.
2023년 이후 아프가니스탄인 불법 체류자의 파키스탄 추방이 이루어지고 있다.

## 주목할 만한 추방자
알렉산더 버크먼, 엠마 골드만, C.L.R. 제임스, 클라우디아 존스, 프리츠 율리우스 쿤, 러키 루치아노, 안나 세이지는 모두 뉴욕 항의 엘리스섬에 있는 연방 이민 통제소에 체포되어 그곳에서 배를 타고 미국에서 강제로 추방되었다.

## 반대

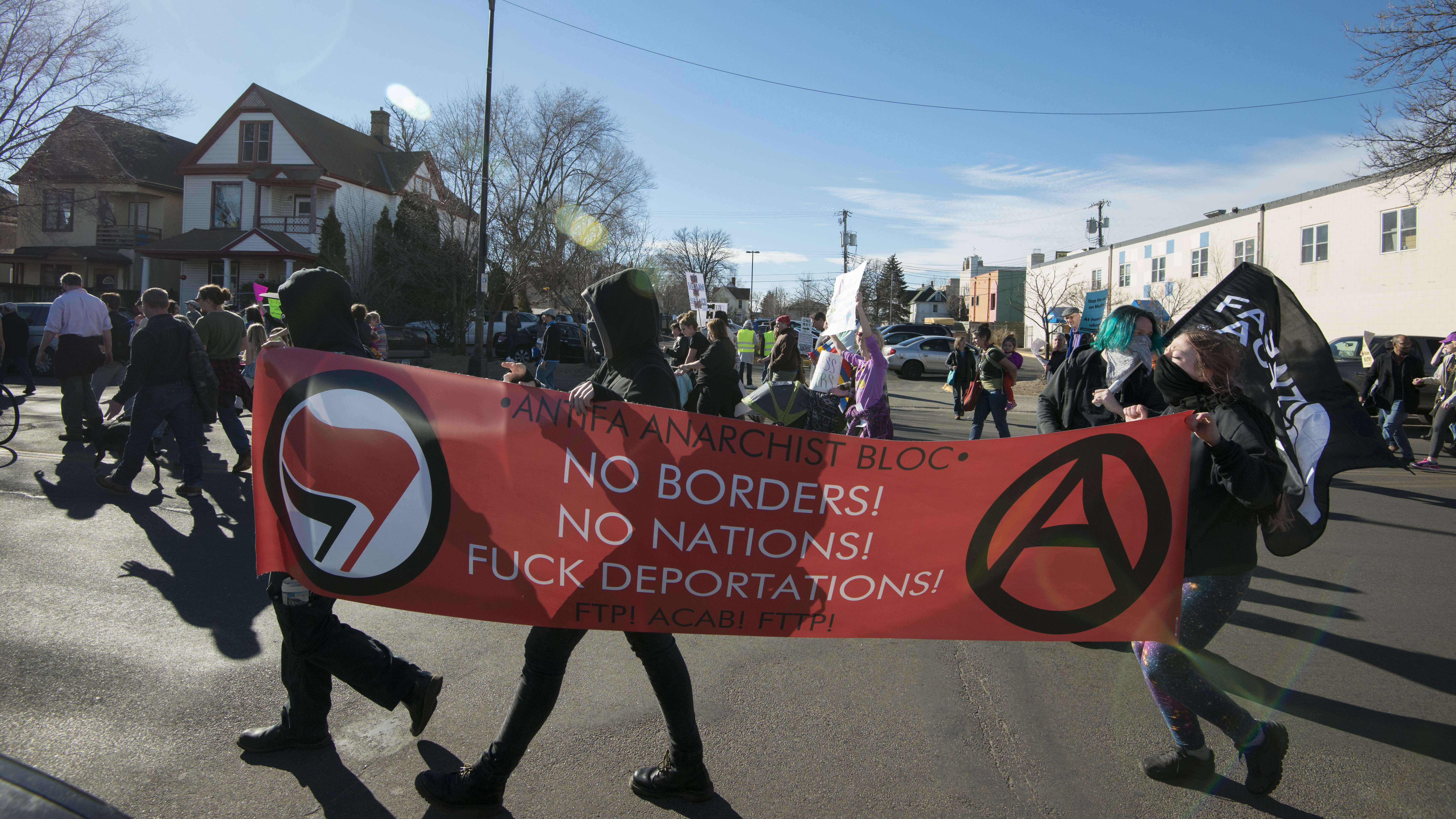
추방에 반대하는 아나키스트 시위

많은 이들이 추방을 비인도적이라고 비판하며, 그 효과에도 의문을 제기한다. 어떤 이들은 모든 추방에 완전히 반대하는 반면, 다른 이들은 당사자의 동의 없이 타국으로 데려가는 것은 비인도적이라고 주장한다.

## 대중 문화에서
문학에서 추방은 시어도어 D. 어윈의 1935년 소설 『기묘한 통과』에서 지배적인 주제로 등장한다.
추방을 다루거나 묘사하는 영화는 많고 다양하다. 그 중에는 《엘리스섬》(1936), 《망명 급행열차》(1939), 《돌아온 다섯 사람》(1939), 《추방당한 사람》(1950), 《도박장》(1951)이 있다. 최근에는 《쇼타스》(2002)가 1997년 이후 미국에서 카리브해로의 추방 문제를 다루었다.

## 같이 보기
- 아카디아인 추방
- 강제퇴거
- 디아스포라
- 탈국적
- 디플랫포밍
- 디에고 가르시아 인구 감소
- 민족 청소
- 강제 이주
- 독일인의 도피 및 추방 (1944년-1950년)
- 추방 저지
- 인디언 이주법
- 6월 추방
- 폭력 독점
- 프리보이 작전
- 유배
- 인구이동
- 소련의 강제이주
- 프루센 추방 (1885년-1890년)
- 재이주
- 퇴거 절차
- 귀환권
- 세미놀 전쟁
- 소련의 에스토니아인 추방
- 이스라엘인의 추방
- 망명
- 출국명령
- 범죄인 인도
- 송환

## 추가 자료
- Garrity, Meghan (2022). "정부 지원 대량 추방 데이터셋 소개". Journal of Peace Research.
- Grams, Grant W.(2025). The Nazi ‘Heim ins Reich’ program from Lands of Oversea Migration and German deportees from Canada and the United States, in Thomas Geisen (ed.) Journal of International Migration and Integration.